# Charles Scribner II
Charles Scribner II (n. 18 octombrie 1854, New York City, New York, SUA – d. 19 aprilie 1930, New York City, New York, SUA) a fost un editor american, care a îndeplinit funcțiile de președinte al editurii Charles Scribner's Sons (1879-1930) și administrator al Skidmore College⁠(d).

## Tinerețe
S-a născut în 18 octombrie 1854 la New York, ca fiu al Emmei Elizabeth Blair (1827–1869) și al editorului Charles Scribner I (1821-1871).

## Carieră
A urmat studii la Colegiul Princeton, iar, după absolvirea lor, s-a alăturat companiei editoriale a tatălui său în 1875. Atunci când ceilalți parteneri ai companiei și-au vândut pachetele de acțiuni familiei Scribner, compania a fost redenumită Charles Scribner's Sons. Charles a preluat conducerea companiei în 1879, după moartea fratelui său mai mare, John Blair Scribner. În 1881, fratele său mai mic, Arthur Hawley Scribner, s-a alăturat și el companiei editoriale. Afacerea editorială a devenit tot mai profitabilă, iar în 1886 a fost relansată revista Scribner's Magazine⁠(d), care a avut, de asemenea, un mare succes.
Charles Scribner II a devenit membru fondator al Asociației Editorilor Americani⁠(d) în 1889. El a fost, de asemenea, administrator al Skidmore College⁠(d).

## Viața personală
Cumnatul lui Scribner, Ernest Flagg⁠(d), care era arhitect, a alcătuit proiectele pentru două clădiri Beaux-Arts pentru sediul firmei din New York.
A murit la 19 aprilie 1930. 

## Moștenire
Casa lui de vară⁠(d) din orașul Cornwall, New York a fost înscrisă ulterior în Registrul Național al Locurilor Istorice⁠(d) .